# 증기택
증기택(중국어 정체자: 曽紀澤, 병음:  Zeng Jize, 1839년 12월 7일~1890년 4월 12일)는 청나라 말기의 외교관이다. 아버지 증국번의 장남으로 증기홍의 형이다. 아들로는 증광균이 있다. 자는 할강(劼剛), 호는 몽첨(夢瞻)이다. 후난성 상향현 (현재의 솽펑현 허예진) 출신이다.

## 생애
1870년, 아버지의 공으로 호부원외랑에 임명된다. 1877년 아버지의 작위를 이어 일등의용후가 된다. 1878년 주영공사 겸 프랑스 주재 공사로 임명되어 태상사경으로 보임된다.
당시 신강은 코칸트 칸국의 군인 야쿱 벡이 점령하고 있었지만, 청나라 섬감총독 좌종당에 의해 멸망했다. 러시아는 이 혼란을 틈타 일리 지방을 점령했다. 청나라 정부는 호부우시랑 겸 성경장군을 대리하여 숭후를 파견하여 교섭을 했다. 그러나 숭후가 맺은 〈리바디아 조약〉의 내용은 러시아에 일리 지방을 모두 할양하고, 배상금을 지불한다는 것이었다. 청나라 조정은 이 조약의 내용에 들끓었고, 조약을 승인하지 않았다. 청나라는 증기택에게 주러시아 공사를 겸임하게 하여 다시 다시 협상을 하게 했다. 결국 1881년에 〈일리 조약〉을 맺었고, 일리 지방의 일부를 되돌려 받을 수 있었다. 따라서 증기택에 대한 평가는 국내외에서 높아졌다.
그 증기택은 영국과의 아편 무역 문제와 조선, 미얀마 등의 문제에 대해 교섭을 맡았다. 1884년, 청불 전쟁 때도 프랑스에게 강경대응의 입장을 취했기 때문에, 평화론이 주류를 이루던 조정에서 프랑스 주재 공사를 해임당했다. 1885년에는 주영공사를 면직당하고 귀국했다. 귀국 전에 청나라의 내정외교와 열강의 대청 정책을 논한 〈China, the Sleep and the Awakening〉(『中國先睡後醒論』)을 발표했다. 귀국 후 호부우시랑, 총리각국사무아문 대신 등을 역임하며, 외교정책의 개혁과 불평등 조약의 개정에 힘썼다. 사후 혜민(恵敏)이라는 시호가 내려졌다. 같은 해, 숙부 증국전도 사망했다.

## 저서
- 『曽恵敏公遺集』
- 『曽恵敏公全集』
- 『曽恵敏公使西日記』
- 『曽恵敏公手写日記』
- 『出使英法俄日記』
- 『曽紀沢日記』